# 1961年の大洋ホエールズ
1961年の大洋ホエールズでは、1961年の大洋ホエールズの動向をまとめる。
この年の大洋ホエールズは、三原脩監督の2年目のシーズンである。

## 概要
前年、球団初のリーグ優勝&日本一（1954年以来の最下位も脱出）を果たしたチームだが、国鉄から箱田淳、東映からスタンレー橋本が移籍した以外は戦力に大きな変化はなく、開幕を迎えた。前年優勝のチームは、開幕前は巨人とともに優勝候補に挙がっていたが、開幕4連勝後に負け越し、最下位に転落。その後、阪神や広島の後塵を拝する時期が続き、一時は5位に浮上したが、8月に最下位に沈むと二度と浮上せず、優勝の巨人に21.5ゲーム、5位の広島にも8ゲームもつけられ、2年ぶりの最下位でシーズンを終えた。
投手陣は秋山登や島田源太郎、権藤正利などが前年に続いて主力を担い、鈴木隆も先発に復帰してチーム防御率も3.10とまずまずだったが、島田が大きく負け越し、大石正彦が不振に陥るなど、勢いを欠いた。
打撃陣は近藤和彦が盗塁王を獲得、4番の桑田武も打点王を獲得した。前年日本シリーズMVPの近藤昭仁も奮闘したが、岩本尭や渡辺清などのベテラン選手が軒並み衰え、期待の箱田もレギュラーに定着できなかった。チーム打率.236はリーグ4位で、こちらも全体のつながりに欠けた。シーズンオフ、三原監督は打線強化のため、中日の森徹を金銭トレードで獲得。更に外国人選手のジム・マクマナスも獲得し、1962年の2位とメガトン打線形成へ繋がっていく。

## チーム成績

### レギュラーシーズン
| 1 | 二 | 近藤昭仁 |
| 2 | 一 | 箱田淳   |
| 3 | 中 | 近藤和彦 |
| 4 | 三 | 桑田武   |
| 5 | 左 | 金光秀憲 |
| 6 | 右 | 黒木基康 |
| 7 | 遊 | 鈴木武   |
| 8 | 捕 | 土井淳   |
| 9 | 投 | 秋山登   |

| 順位 | 4月終了時 | 4月終了時 | 5月終了時 | 5月終了時 | 6月終了時 | 6月終了時 | 7月終了時 | 7月終了時 | 8月終了時 | 8月終了時 | 9月終了時 | 9月終了時 | 最終成績 | 最終成績 |
| ---- | --------- | --------- | --------- | --------- | --------- | --------- | --------- | --------- | --------- | --------- | --------- | --------- | -------- | -------- |
| 1位  | 中日      | ---       | 中日      | ---       | 国鉄      | ---       | 巨人      | ---       | 中日      | ---       | 巨人      | ---       | 巨人     | ---      |
| 2位  | 国鉄      | ---       | 国鉄      | 0.0       | 巨人      | 1.5       | 国鉄      | 4.5       | 巨人      | 1.0       | 中日      | 3.5       | 中日     | 1.0      |
| 3位  | 巨人      | 2.0       | 巨人      | 0.5       | 中日      | 2.5       | 中日      | 5.5       | 国鉄      | 2.5       | 国鉄      | 6.5       | 国鉄     | 5.5      |
| 4位  | 広島      | 2.5       | 広島      | 6.5       | 広島      | 10.0      | 広島      | 15.5      | 広島      | 14.0      | 阪神      | 16.5      | 阪神     | 12.5     |
| 5位  | 阪神      | 4.5       | 大洋      | 8.5       | 阪神      | 12.0      | 大洋      | 18.0      | 阪神      | 15.0      | 広島      | 16.5      | 広島     | 13.5     |
| 6位  | 大洋      | 6.0       | 阪神      | 8.5       | 大洋      | 13.0      | 阪神      | 19.5      | 大洋      | 18.5      | 大洋      | 23.0      | 大洋     | 21.5     |

| 順位 | 球団             | 勝 | 敗 | 分 | 勝率 | 差   |
| 1位  | 読売ジャイアンツ | 71 | 53 | 6  | .573 | 優勝 |
| 2位  | 中日ドラゴンズ   | 72 | 56 | 2  | .563 | 1.0  |
| 3位  | 国鉄スワローズ   | 67 | 60 | 3  | .528 | 5.5  |
| 4位  | 阪神タイガース   | 60 | 67 | 3  | .472 | 12.5 |
| 5位  | 広島カープ       | 58 | 67 | 5  | .464 | 13.5 |
| 6位  | 大洋ホエールズ   | 50 | 75 | 5  | .400 | 21.5 |

## オールスターゲーム
| 監督       | 三原脩   |            |        |        |
| ファン投票 | 近藤和彦 |            |        |        |
| 監督推薦   | 秋山登   | 島田源太郎 | 土井淳 | 桑田武 |

## できごと
- 4月8日、9日 - 桑田武が対広島カープ戦において、日本プロ野球史上初の2試合連続サヨナラ本塁打を記録[2]。
- 12月16日 - 中日の森徹が金銭トレードで大洋へ移籍[3]。

## 表彰選手
| リーグ・リーダー | リーグ・リーダー | リーグ・リーダー | リーグ・リーダー |
| 選手名           | タイトル         | 成績             | 回数             |
| ---------------- | ---------------- | ---------------- | ---------------- |
| 桑田武           | 打点王           | 94打点           | 初受賞           |
| 近藤和彦         | 盗塁王           | 35個             | 初受賞           |

| ベストナイン | ベストナイン | ベストナイン |
| 選手名       | ポジション   | 回数         |
| ------------ | ------------ | ------------ |
| 近藤和彦     | 外野手       | 初受賞       |